# ダグラスビル (ジョージア州)
ダグラスビル（Douglasville）は、アメリカ合衆国ジョージア州の都市。ダグラス郡の郡庁所在地である。人口は3万4650人（2020年）。アトランタの西35キロメートルに位置しており、アトランタ都市圏に含まれる。

## 歴史
1874年の鉄道開業に合わせて街造りが始まった。翌1875年には法人化し、設立されたばかりのダグラス郡の郡庁所在地となった。市名、郡名は政治家スティーブン・ダグラスに由来している。
今日、鉄道は貨物専用線となっておりダグラスビル市民には馴染みの薄い存在である。代わりに州間高速道路20号線がアトランタと連絡しており、重要な交通機関として機能している。2000年以降、住宅地の造成が活発化しており、人口は増加傾向にある。

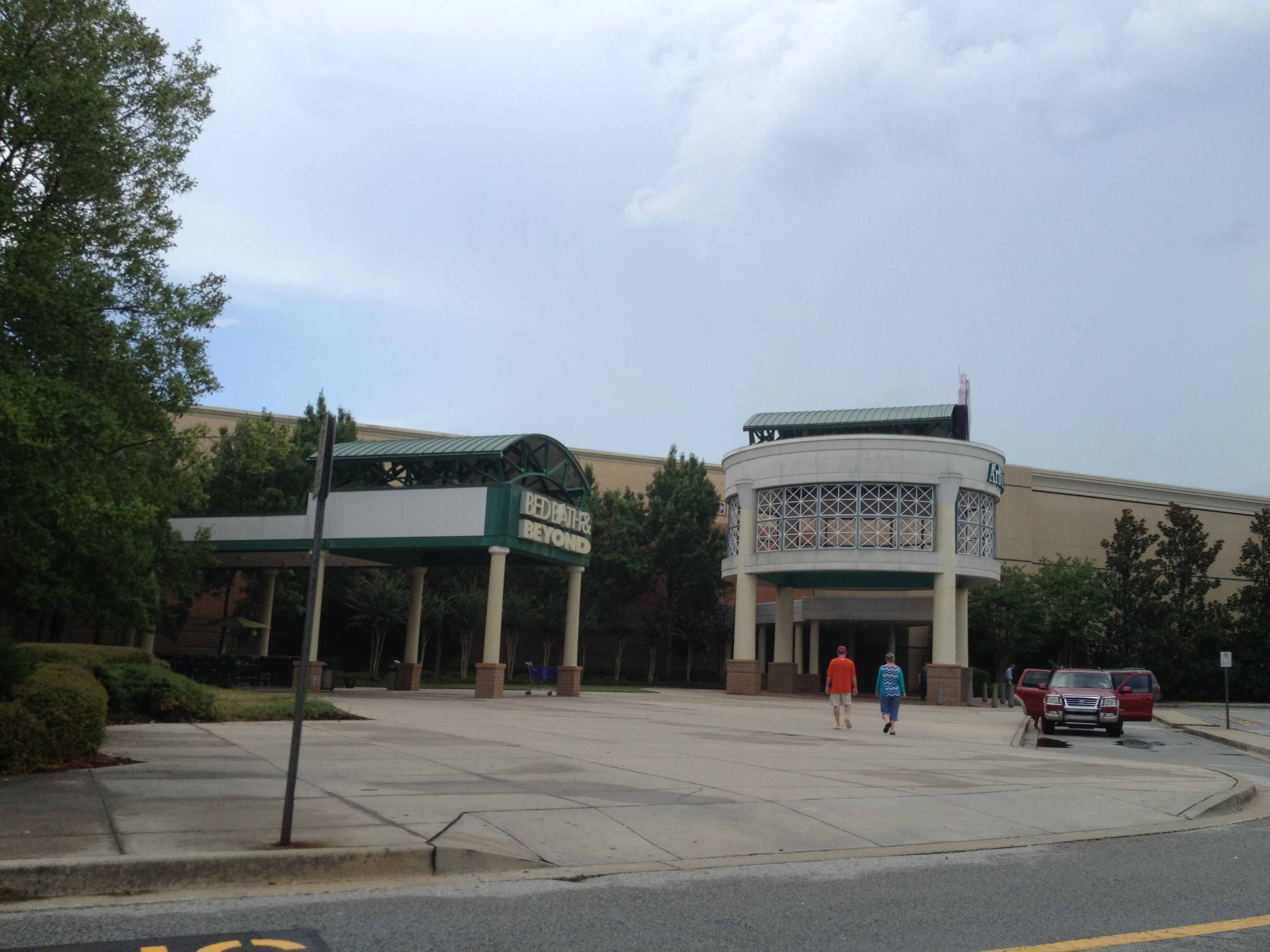
ショッピングモール